# Predošćica
Predošćica falu Horvátországban Tengermellék-Hegyvidék megyében. Közigazgatásilag Creshez tartozik.

## Fekvése
Cres szigetének északi, Tramuntanának nevezett részén, Cres városától 10 km-re északra, 370 méteres magaslaton, tengertől légvonalban mintegy1 km-re  fekszik.

## Története
A sziget többi részével együtt 1822-től osztrák uralom alatt állt, majd 1867 és 1918 között az Osztrák–Magyar Monarchia része volt. 1857-ben 74, 1910-ben 70 lakosa volt. Az Osztrák-Magyar Monarchia bukását rövid olasz uralom követte, majd a település a Szerb–Horvát–Szlovén Királyság része lett. A második világháború idején olasz csapatok szállták meg. A háborút követően újra Jugoszláviához került. 1991-ben az önálló horvát állam része lett. 2011-ben mindössze 3 lakosa volt.

## Lakosság
| Lakosság változása | Lakosság változása | Lakosság változása | Lakosság változása | Lakosság változása | Lakosság változása | Lakosság változása | Lakosság változása | Lakosság változása | Lakosság változása | Lakosság változása | Lakosság változása | Lakosság változása | Lakosság változása | Lakosság változása | Lakosság változása |
| ------------------ | ------------------ | ------------------ | ------------------ | ------------------ | ------------------ | ------------------ | ------------------ | ------------------ | ------------------ | ------------------ | ------------------ | ------------------ | ------------------ | ------------------ | ------------------ |
| 1857               | 1869               | 1880               | 1890               | 1900               | 1910               | 1921               | 1931               | 1948               | 1953               | 1961               | 1971               | 1981               | 1991               | 2001               | 2011               |
| 74                 | 74                 | 60                 | 63                 | 73                 | 70                 | 102                | 129                | 65                 | 65                 | 53                 | 30                 | 15                 | 8                  | 4                  | 3                  |

## Nevezetességei
- Szent Balázs tiszteletére szentelt plébániatemploma egyszerű, négyszög alaprajzú épület. A homlokzat előtt áll harangtornya gúla alakú toronysisakkal. A templom mellett található a falu temetője.
- A falu alatti Fojiška – Pod Predošćica-öbölben madárrezervátum található.